# Vernonia buchingeri
Vernonia buchingeri là một loài thực vật có hoa trong họ Cúc. Loài này được (Steetz) Oliv. & Hiern miêu tả khoa học đầu tiên.